# Acústico MTV: Lobão
Acústico MTV é o terceiro álbum ao vivo do roqueiro Lobão, da série Acústico MTV. O álbum foi gravado ao vivo nos dias 7 e 8 de dezembro de 2006 na MTV Brasil e lançado em CD e DVD em maio de 2007. Este álbum foi o ganhador do Grammy Latino de Melhor Álbum de Rock Brasileiro em 2007.

## Faixas
CD
| N.º | Título                                          | Compositor(es)                                              | Duração |  |
| 1.  | "El Desdichado II"                              | Lobão                                                       |         |  |
| 2.  | "Essa Noite Não (Marcha a Ré em Paquetá)"       | Lobão / Bernardo Vilhena / Daniele Daumerie / Ivo Meirelles |         |  |
| 3.  | "Decadence Avec Élegance"                       | Lobão                                                       |         |  |
| 4.  | "Bambina"                                       | Lobão / Alice / Baster Barros / Bernardo Vilhena            |         |  |
| 5.  | "Vou Te Levar"                                  | Lobão / Bernardo Vilhena                                    |         |  |
| 6.  | "Quente"                                        | Lobão / Júlio Barroso                                       |         |  |
| 7.  | "Por Tudo Que For"                              | Lobão / Bernardo Vilhena                                    |         |  |
| 8.  | "Noite e Dia"                                   | Lobão / Júlio Barroso                                       |         |  |
| 9.  | "Me Chama"                                      | Lobão                                                       |         |  |
| 10. | "Você E A Noite Escura"                         | Lobão                                                       |         |  |
| 11. | "A Queda"                                       | Lobão                                                       |         |  |
| 12. | "A Vida É Doce"                                 | Lobão                                                       |         |  |
| 13. | "Pra Onde Você Vai"                             | Lobão                                                       |         |  |
| 14. | "O Mistério"                                    | Lobão                                                       |         |  |
| 15. | "Canos Silenciosos"                             | Lobão / Bernardo Vilhena                                    |         |  |
| 16. | "Blá, Blá, Blá... Eu Te Amo (Rádio Blá)"        | Arnaldo Brandão / Lobão / Tavinho Paes                      |         |  |
| 17. | "Corações Psicodélicos"                         | Lobão / Bernardo Vilhena / Júlio Barroso                    |         |  |
| 18. | "A Gente Vai Se Amar"" (Feat.: Cachorro Grande) | Lobão                                                       |         |  |

DVD
| N.º | Título                                          | Compositor(es)                                              | Duração |  |
| 1.  | "El Desdichado II"                              | Lobão                                                       |         |  |
| 2.  | "Essa Noite Não (Marcha a Ré em Paquetá)"       | Lobão / Bernardo Vilhena / Daniele Daumerie / Ivo Meirelles |         |  |
| 3.  | "Decadence Avec Élegance"                       | Lobão                                                       |         |  |
| 4.  | "Bambina"                                       | Lobão / Alice / Baster Barros / Bernardo Vilhena            |         |  |
| 5.  | "Revanche"                                      | Lobão / Bernardo Vilhena                                    |         |  |
| 6.  | "Vou Te Levar"                                  | Lobão / Bernardo Vilhena                                    |         |  |
| 7.  | "Quente"                                        | Lobão / Júlio Barroso                                       |         |  |
| 8.  | "Por Tudo Que For"                              | Lobão / Bernardo Vilhena                                    |         |  |
| 9.  | "Chorando no Campo"                             | Lobão / Bernardo Vilhena                                    |         |  |
| 10. | "Que Língua Falo Eu"                            | Lobão / Rodrigo / Tavinho Paes                              |         |  |
| 11. | "Noite e Dia"                                   | Lobão / Júlio Barroso                                       |         |  |
| 12. | "Me Chama"                                      | Lobão                                                       |         |  |
| 13. | "Você E A Noite Escura"                         | Lobão                                                       |         |  |
| 14. | "A Queda"                                       | Lobão                                                       |         |  |
| 15. | "A Vida É Doce"                                 | Lobão                                                       |         |  |
| 16. | "Pra Onde Você Vai"                             | Lobão                                                       |         |  |
| 17. | "O Mistério"                                    | Lobão                                                       |         |  |
| 18. | "Canos Silenciosos"                             | Lobão / Bernardo Vilhena                                    |         |  |
| 19. | "Blá, Blá, Blá... Eu Te Amo (Rádio Blá)"        | Arnaldo Brandão / Lobão / Tavinho Paes                      |         |  |
| 20. | "Corações Psicodélicos"                         | Lobão / Bernardo Vilhena / Júlio Barroso                    |         |  |
| 21. | "A Gente Vai Se Amar"" (Feat.: Cachorro Grande) | Lobão                                                       |         |  |

## Músicos
- Lobão – voz, violão, violão de 12 cordas e craviola de 12 cordas
- Eduardo Bologna – dobro, banjo, violão, bandolim e violão barítono
- Luciano Mauricio "Luce" – voz, violão, violão de 12 cordas, bandolim e craviola
- Daniel Martins – baixo e craviola
- Roberto Pollo – piano, órgão Hammond, harmonium e escaleta
- Pedro Garcia – bateria e percussão (em Quente)
- Stephane San Juan – percussão

Orquestra
- Glauco Fernandes e Rogério Rosa – violinos
- Luis Audi – viola
- David Chew – violoncelo
- Claudio Alves – contrabaixo

## Prêmios e Indicações
| Ano  | Prêmio        | Categoria                       | Resultado | Ref.  |
| ---- | ------------- | ------------------------------- | --------- | ----- |
| 2007 | Grammy Latino | Melhor Álbum de Rock Brasileiro | Venceu    | [ 3 ] |